# فرد كينيث مور
فرد كينيث مور (بالإنجليزية: Fred Kenneth Moore)‏ هو عسكري أمريكي، ولد في 17 ديسمبر 1921، وتوفي في 1941.